# Doctor Jivago (film din 2002)
Doctor Jivago (în engleză Doctor Zhivago) este un ministerial de televiziune britanic, realizat în 2002, de regizorul italian Giacomo Campiotti, cu Keira Knightley și Sam Neill în rolurile principale. Filmul este bazat pe romanul cu același nume de Boris Pasternak.

## Sinopsis
Povestea începe în Rusia țaristă, în iarna lui 1897. Acțiunea filmului se continuă în anii 1900 și este situată în primul rând în contextul Primului Război Mondial, al Revoluției ruse din 1917 și în cel al Războiului civil rus, ulterior anilor 1918-1921. Larissa Ghișar Antipova (Lara), o tânără din Moscova, are influențe profunde asupra a trei bărbați care s-au îndrăgostit de ea: politicianul Victor Komarovski, revoluționarul Pașa Antipov/Strelnikov și poetul doctor Iuri Jivago. Personajul principal al filmului este doctorul Jivago, alături de familia sa, conflictele care apar sunt generate de firea romantică a doctorului și metodele dictaturii comuniste, care tocmai se instalează în Rusia și care nu tolerează alte moduri de gândire.

## Distribuția
- Sam MacLintock: Iuri Jivago copil
- Hans Matheson: Iuri Jivago
- Keira Knightley: Lara Ghișar Antipova
- Sam Neill: Victor Komarovski
- Kris Marshall: Pașa Antipov/Strelnikov
- Alexandra Maria Lara: Tonia Gromîko Jivago
- Bill Paterson: Aleksandr Gromîko
- Celia Imrie: Anna Gromîko
- Anne-Marie Duff: Olia Demina
- Maryam d'Abo: Amalia Ghișar
- Hugh Bonneville: Andrei Jivago
- Gregg Sulkin: Sașa